# Силагиноид
Силагиноид, или пятнистый силлагиноид (лат. Sillaginodes punctatus), — вид лучепёрых рыб семейства силаговых. Единственный представитель одноимённого рода Sillaginodes. Распространены в прибрежных водах юга Австралии. Морские придонные рыбы. Максимальная длина тела 72 см. Имеют важное промысловое значение.

## Описание
Тело удлинённое, несколько сжато с боков, покрыто очень мелкой ктеноидной чешуёй; на щеках чешуя ктеноидная или циклоидная. Рыло заострённое с конечным ртом. Два спинных плавника разделены небольшим промежутком. В первом спинном плавнике 12—13 тонких жёстких лучей, а во втором — один тонкий жёсткий луч и 21—24 мягких лучей. В длинном анальном плавнике две тонкие маленькие колючки и 21—24 мягких лучей. Лучи в непарных плавниках соединены мембранами. В брюшных плавниках 1 колючий и 5 мягких лучей. В грудных плавниках 15—16 мягких лучей. Хвостовой плавник выемчатый. В боковой линии 129—147 чешуек.
Позвонков 42—44, из них 20—23 брюшных; 5—7 модифицированных или гемальных и 14—18 хвостовых. Плавательный пузырь очень длинный, сужается в задней части, в передней части два выроста; передняя часть плавательного пузыря связана с брюшной полостью короткими коллагеновыми волокнами; нет трубкообразного выроста от вентральной поверхности плавательного пузыря.
Верхняя часть тела золотисто-коричневая, серовато-коричневая или оливково-зелёная, а нижняя половина тела бледно-коричневая или серебристая с лиловым, голубым или зеленоватым оттенком. По спине и верхней части тела проходят косые ряды мелких круглых пятен от тёмно-коричневого до ржаво-коричневого цвета. По бокам тела разбросаны тёмные пятна. Брюхо белое, без пятен. Спинные плавники зеленовато-коричневые, иногда с более тёмными пятнами коричневого цвета. Анальный, грудные и брюшные плавники бледно-коричневые. Хвостовой плавник зеленовато-бурые.
Самый крупный представитель семейства силаговых, максимальная длина тела 72 см, обычно до 35 см; масса тела до 4,8 кг.

## Биология
Морские придонные рыбы. Молодь силагиноидов обычно обитает в закрытых заливах, лагунах и эстуариях, предпочитает мелководные участки с зарослями морских трав (роды Zostera и Posidonia). Образует небольшие стайки, зачастую вместе с другими видами рыб. По мере роста после достижения длины тела более 10 см откочёвывает на большую глубину. Взрослые особи ведут одиночный образ жизни.

### Размножение
Самцы пятнистых силлагиноидов впервые созревают при длине тела около 30 см в возрасте 3—4 лет, а самки впервые созревают в том же возрасте, но при длине тела около 34 см. Нерестятся в мае — июне.

## Ареал
Распространены в прибрежных водах юго-западной, южной и юго-восточной Австралии от залива Порт-Джэксон (Новый Южный Уэльс) и штата Виктория до широты города Перт (Западная Австралия), а также вокруг Тасмании.